# Reserva Laguna del Diablo
La Reserva Laguna del Diablo (français : réserve Laguna del Diablo) est une zone naturelle protégée située dans la zone urbaine de la ville d'Ushuaïa, dans le département homonyme, dans la province de Terre de Feu, en Argentine. Elle a une superficie de 3 ha correspondant à l'écorégion de la forêt andine patagonienne. Elle est située à 54° 48′ 47″ S, 68° 20′ 40″ O, exactement du côté de la route nationale 3, qui acquiert le nom d'Av. Leandro N. Alem dans la zone urbaine de la ville d'Ushuaïa.

## Histoire
Elle est créée en 1991 par la loi no 4872 dans le but de préserver des caractéristiques naturelles spécifiques et un écosystème de tourbière,. L'administration et le contrôle de cette réserve relèvent de la responsabilité de la municipalité d'Ushuaïa.
Pendant la saison hivernale, la lagune gèle, ce qui permet de faire du patin à glace et d'autres activités récréatives. Bien que la lagune soit entourée d'une forêt de lenga (Nothofagus pumilio), son principal intérêt réside dans les sports d'hiver.